# 한스 크레머
한스 크레머(Hans Kremer, 1954년 1월 1일 ~ )는 독일의 연극 배우, 영화배우이다.
피르마젠스에서 태어났다.

## 영화
- 붉은 점 (2008년)
- 빌렌브로크 (2005년)
- 로젠스트라시 (2003년)
- 델타 캅스 (1999년)
- 약속 (1995년)
- 슈탐하임 - 더 바더-마인호프 갱 온 트라이얼 (1986년)